# خرإبه عيدمة (الرضمة)

تعديل مصدري - تعديل

خرابه عيدمة محلة تابعة لقرية بيت فقير الشيخ، التابعة لعزلة عجيب بمديرية الرضمة إحدى مديريات محافظة إب في الجمهورية اليمنية.، بلغ تعداد سكانها 20 حسب تعداد اليمن لعام 2004.